# رنه ویتو
رنه ویتو (فرانسوی: René Vietto‎; ۱۷ فوریهٔ ۱۹۱۴ – ۱۴ اکتبر ۱۹۸۸) دوچرخه‌سوار اهل فرانسه بود.